# Пінхасик Гдалій Ісакович
Гдалій Ісакович Пінхасик (вересень 1897, місто Одеса — 1951, місто Омськ, Російська Федерація) — радянський партійний діяч, 1-й секретар Карагандинського обласного комітету КП(б) Казахстану. Депутат Верховної Ради СРСР 1-го скликання (1937—1938).

## Біографія
Народився в родині маляра-живописця. З 1911 по 1915 роки — маляр-живописець різних будівель в місті Читі. З 1915 по 1917 рік навчався у приватній гімназії, був репетитором, працював у майстерні в Читі. У 1917 році закінчив приватну чоловічу гімназію в місті Читі Забайкальської області. З 1917 по січень 1918 роки — живописець в місті Читі.
Член РКП(б) з січня 1918 року.
У лютому — квітні 1918 року — робітник сільськогосподарської комуни чавуноливарного заводу міста Петровська Забайкальської області.
У квітні — серпні 1918 року — громадський обвинувач і прокурор Забайкальського обласного суду і трибуналу в місті Читі.
У серпні 1918 — жовтні 1919 року — маляр, вчитель гімнастики, репетитор, діловод єврейської общинної ради у Верхньоудинську, Іркутську, Красноярську, Томську і Омську. Наприкінці вересня 1919 року був заарештований в Омську як ухильник від призову до армії Колчака, відправлений в дисциплінарний батальйон, сидів під арештом, звідки втік 1 листопада 1919 року.
У листопаді — грудні 1919 року — помічник радянського коменданта міста Омська.
У грудні 1919 — березні 1920 року — старший слідчий Сибірської надзвичайної комісії (ЧК) в місті Омську.
У червні — грудні 1920 року — начальник активвідділу, директор Головного управління державної політичної охорони в місті Верхньоудинську.
У грудні 1920 — грудні 1921 року — заступник завідувача відділу національностей Сибірського ревкому і представник Наркомату у справах національностей РРФСР по Сибіру при Сибірському ревкомі в Омську і Новоніколаєвську.
У грудні 1921 — жовтні 1923 року — заступник завідувача відділу і завідувач відділу агітації і пропаганди Омського губернського комітету РКП(б). У жовтні 1923 — жовтні 1925 року — завідувач відділу агітації і пропаганди Новоніколаєвського губернського комітету РКП(б).
У жовтні 1925 — травні 1927 року — відповідальний секретар Середського повітового комітету ВКП(б) Іваново-Вознесенської губернії.
У травні 1927 — жовтні 1928 року — відповідальний секретар Омського міського комітету ВКП(б).
У жовтні 1928 — березні 1929 року — завідувач організаційного відділу Орловського окружного комітету ВКП(б).
У березні — жовтні 1929 року — відповідальний інструктор Іваново-Вознесенського губернського комітету ВКП(б).
У жовтні 1929 — травні 1931 року — відповідальний секретар Рибінського окружного (в 1930 році) і міського комітетів ВКП(б).
У травні — жовтні 1931 року — помічник завідувача організаційно-інструкторського відділу ЦК ВКП(б) в Москві.
У жовтні 1931 — жовтні 1932 року — відповідальний секретар Красноуральського районного комітету ВКП(б) Уральської області.
У жовтні 1932 — лютому 1933 року — завідувач сектору чорної металургії Уральського обласного комітету ВКП(б).
З квітня 1933 року — завідувач відділу агітації і масових кампаній Казахського крайового комітету ВКП(б).
У липні 1933 — лютому 1934 року — секретар Казахського крайового комітету ВКП(б) із постачання.
У лютому 1934 — серпні 1936 року — завідувач промислово-транспортного відділу Казахського крайового комітету ВКП(б).
У серпні 1936 — 20 травня 1937 року — 1-й секретар Організаційного бюро ЦК Казахського крайкому ВКП(б) по Карагандинській області. У травні 1937 — травні 1938 року — 1-й секретар Карагандинського обласного комітету КП(б) Казахстану. Входив до складу особливої трійки, створеної за наказом НКВС СРСР від 30 липня 1937 року, брав активну участь у сталінських репресіях.
Заарештований 22 (або 28) травня 1938 року УНКВС по Карагандинській області Казахської РСР. Виключений з членів ВКП(б) у серпні 1938 року. Засуджений Особливою нарадою при НКВС СРСР 26 жовтня 1940 року за статтями 58-1, 58-8, 58-11 КК РРФСР до 8 років виправно-трудових таборів.
Помер у 1951 році в місті Омську.
Реабілітований постановою Військової колегії Верховного суду СРСР 15 жовтня 1955 року. Відновлений в КПРС рішенням КПК при ЦК КПРС 4 листопада 1955 року.